# Herpestomus wesmaeli
Herpestomus wesmaeli är en stekelart som beskrevs av Perkins 1953. Herpestomus wesmaeli ingår i släktet Herpestomus och familjen brokparasitsteklar. Inga underarter finns listade i Catalogue of Life.